# بارگفلد-شتگن
بارگفلد-شتگن (به آلمانی: Bargfeld-Stegen) یک شهر در آلمان است که در Stormarn واقع شده‌است. بارگفلد-شتگن ۲٬۸۵۰ نفر جمعیت دارد.